# Magtakalât Ârĸê
Magtakalât Âbile Eli Ârĸê [ˌmatːakaˈlaːt ˈaːpili ˈeːli ˈɑːqːiː] (nach neuer Rechtschreibung Mattakalaat Aabili Eli Aaqqii; * 9. November 1921 in Sivinganeq; † unbekannt) war ein grönländischer Landesrat.

## Leben
Magtakalât Ârĸê war der Sohn des Jägers Manasse (1893–?) und seiner Frau Eleonora (1894–?). Er wurde an einem kurzlebigen Wohnplatz im Westen von Ammassalik Ø geboren. Er gehörte zu den Siedlern, die ab 1925 nach Ittoqqortoormiit zogen. Dort lebte er in Itterajivit, wo er als Jäger und als Fabrikarbeiter in der Specksalzerei tätig war. Er wurde 1961 zum ersten Landesrat für den Wahlkreis 16 in den grönländischen Landesrat gewählt. Wegen einer Masernepidemie konnte er 1962 nicht teilnehmen. Für die folgende Legislaturperiode wurde er wiedergewählt. Diesmal nahm er 1965 und 1966 an je einer Sitzung nicht teil, weil die Entfernung zwischen seinem Heimatort und Nuuk zu groß war. Bei der zweiten Sitzung wurde er von Sivert Petersen vertreten.